# 片岡仁左衛門 (10代目)

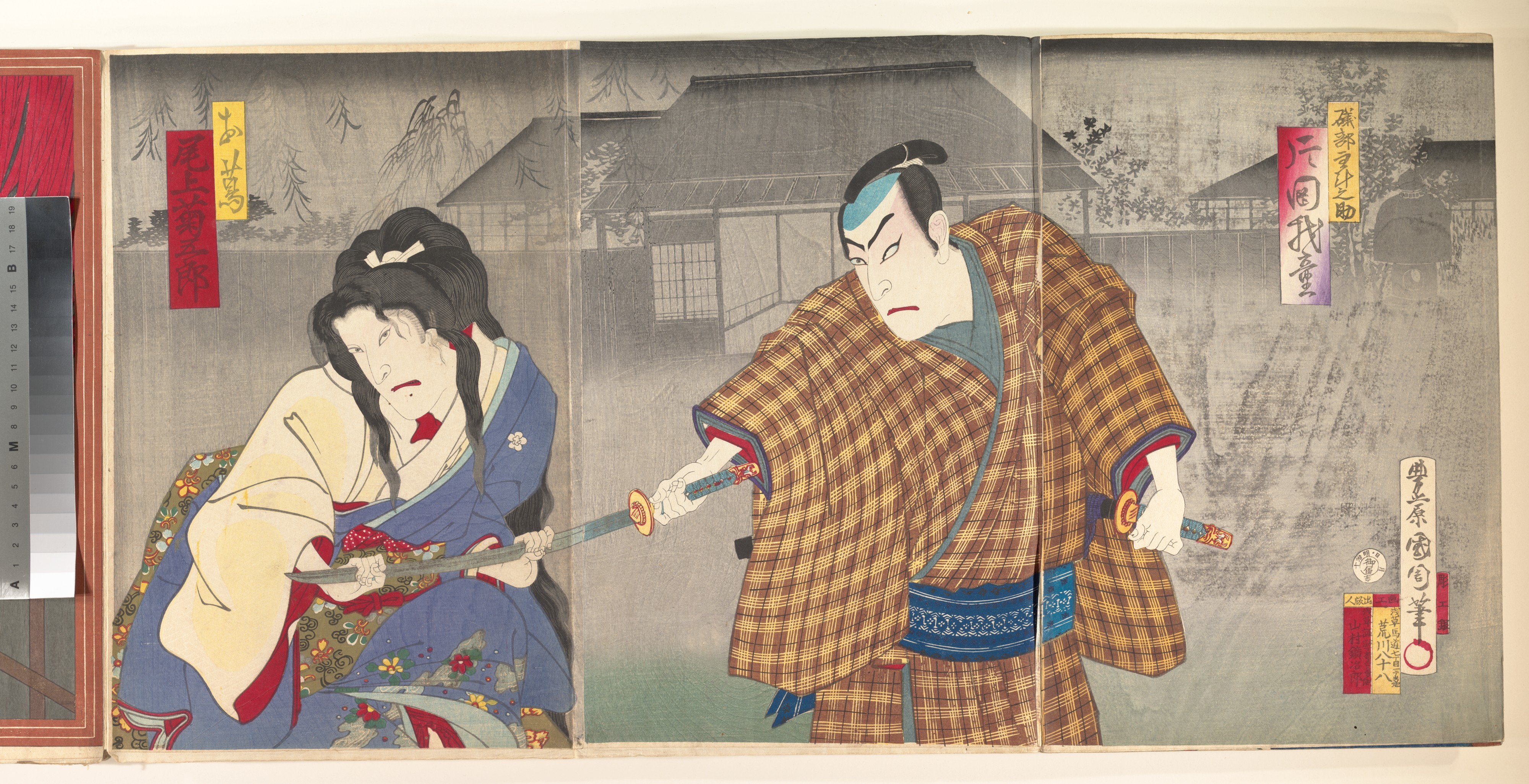
片岡仁左衛門 (10代目)

十代目 片岡 仁左衛門（かたおか にざえもん、嘉永4年3月13日（1851年4月14日） - 明治28年（1895年）4月15日）は、幕末から明治にかけての大坂の歌舞伎役者。本名は片岡 土之助（かたおか つちのすけ）。俳名は我童、芦燕。屋号は松嶋屋。定紋は七つ割丸に二引。

## 人物
二代目片岡我童（のち八代目片岡仁左衛門）の三男として大坂に生まれる。父の厄年に生まれたので、捨て子の名目で親戚の三代目嵐璃寛に育てられ一年後改めて実父のもとに引き取られる。
その後本名の片岡土之助で舞台に上がり、以後父について修業。慶応3年（1867年）、片岡松若に改名。明治5年（1872年）正月、大坂角の芝居で三代目片岡我童を襲名。立役、敵役、女形をこなし、東西の舞台で人気を集めた。
片岡家の芸風を受け継ぎつつも明治8年（1875年）から明治21年（1889年）まで東京に拠点を移し春木座を根城に出演しつつ、新富座などにも出演し團十郎や菊五郎とも共演を重ね、東京の写実の芝居や新作物も演じるなど他の上方役者にはない芸幅の広さを持っていた。
帰阪後も精力的に舞台に出演し宗十郎と延若が亡くなった後の上方歌舞伎で次世代の主役として存在感を示していたが明治28年（1895年）に大阪弁天座で行なわれる予定であった九代目片岡仁左衛門襲名興行に同座する予定であった初代市川右團次が角座と契約していた関係で急遽出演出来なくなるという一悶着が起こり、同様に実弟の三代目片岡我當も角座と契約していた為に披露興行に参加しなくなってしまった。既に前年末の南座の顔見世の頃から精神に変調をきたし始めていた我童はその事が決定打となり、体調を崩し同年4月に急死してしまう。44歳の早世だった。
十一代目片岡仁左衛門は実弟。十二代目片岡仁左衛門は甥で養子。十三代目片岡仁左衛門は甥に当たる。墓地は池上本門寺にある。
なお明治40年（1907年）に二代目片岡我當に「片岡仁左衛門」が九代目として追贈されたため、それまで九代目だった我童はひとつ繰り下がって十代目になった。